# Суворовский сельсовет (Московская область)
Суворовский сельсовет — упразднённая административно-территориальная единица, существовавшая на территории Московской губернии и Московской области до 1939 года.
Суворовский сельсовет возник в первые годы советской власти. По состоянию на 1922 год он входил в Яропольскую волость Волоколамского уезда Московской губернии.
В 1924 году из Суворовского с/с выделился Масленниковский с/с.
По данным 1926 года в состав сельсовета входил 1 населённый пункт — Суворово, а также 2 хутора.
В 1929 году Суворовский с/с был отнесён к Волоколамскому району Московского округа Московской области. При этом к нему был присоединён Козловский с/с.
17 июля 1939 года Суворовский с/с был упразднён. При этом его территория была передана в Кашинский с/с.